# Viktor Yastrebov
Viktor Yastrebov (Ucrania, 13 de enero de 1982) es un atleta ucraniano especializado en la prueba de triple salto, en la que consiguió ser subcampeón europeo en pista cubierta en 2009.

## Carrera deportiva
En el Campeonato Europeo de Atletismo en Pista Cubierta de 2009 ganó la medalla de plata en el triple salto, con un salto de 17.25 metros que fue su mejor marca personal, tras el italiano Fabrizio Donato (oro con 17.59 metros que fue récord nacional italiano) y por delante del ruso Igor Spasovkhodskiy.